# Aaron Copland
Aaron Copland (New York, 14 novembre 1900 – New York, 2 dicembre 1990) è stato un compositore statunitense.
Seppe creare un proprio stile compositivo, delineato e ben riconoscibile, che risentiva di varie influenze: la musica classica, la musica contemporanea e il jazz, con un'importante componente folklorica puramente americana.

## Biografia
Copland nacque a New York nel 1900, quinto figlio di immigrati ebrei di origine lituana. Si avvicinò alla musica quando era già un adolescente, ascoltando la musica di Chopin, Debussy, Verdi e frequentando corsi di armonia e contrappunto, guidati tra gli altri da Robin Goldmark. Nel 1921 coronò il suo desiderio di studiare in Francia, diventando il primo allievo americano della famosa insegnante e organista Nadia Boulanger, grazie alla quale imparò ad apprezzare compositori antichi, come Monteverdi e Bach, e moderni, come Ravel. In occasione dei concerti della Boulanger negli Stati Uniti Copland scrisse uno dei suoi primi lavori, una sinfonia per organo e orchestra.
Nel 1924, tornò in America e cominciò una fase compositiva influenzata dal jazz. In questo periodo compose Music for the Theater e Concerto per Pianoforte. Nel 1925, insieme ad altri 14 artisti emergenti e meritevoli, ricevette il "Guggenheim Fellowship". In questi anni compose musica in uno stile più astratto, per poi avere un drastico cambiamento alla metà degli anni Trenta, quando compose musica più accessibile a un grande pubblico.
Con l'amico Roger Sessions fondò, all'incirca trentenne, la Copland-Sessions Concert, che in seguito si trasformerà in un festival chiamato American Festival of Contemporary Music.
Dal 1936 al 1946 compose una serie di brani che sono da annoverare tra le sue composizioni più famose: El Salon Mexico, An Outdoor Overture, Billy the Kid, Quiet City, Sonata per Pianoforte, Danzon Cubano, Rodeo, A Lincoln Portrait, Sonata per Violino, Appalachian Spring e la Terza Sinfonia. Questo periodo particolarmente prolifico verrà premiato nel 1945 con il "Premio Pulitzer" per la Musica.
Amico e spesso mentore di grandi figure della musica, come Leonard Bernstein, Lukas Foss e Seiji Ozawa, fu un grande sostenitore dei giovani compositori e dei loro lavori, anche come insegnante al Berkshire Music Festival di Tanglewood.
Nella sua lunga carriera fu insignito di oltre 30 lauree onorarie e di innumerovoli premi.
Copland morì nel 1990, a 90 anni, per le complicazioni della malattia di Alzheimer.

## Vita privata
A differenza di molti uomini della sua generazione, Copland non fu mai tormentato dalla propria omosessualità. Si accettò come omosessuale già da giovane e per tutta la vita ebbe rapporti abbastanza duraturi con altri uomini. Fu amante e allo stesso tempo mentore di Leonard Bernstein, ed ebbe relazioni anche con il ballerino Erik Johns, il fotografo Victor Kraft, il compositore John Brodbin Kennedy e il pittore Prentiss Taylor.

## Le opere

### Sinfonie
- Sinfonia n. 1 (1924)
- Sinfonia n. 2
- Sinfonia n. 3 (1946)

### Danze sinfoniche
- Fanfare for the Common Man[4] (1942)
- John Henry
- Music for a Great City
- Quiet City
- Orchestral Variations (dai Piano work)
- Three Latin American Sketches for orchestra
- Emblems, Connotations
- El salón Mexico
- An Outdoor Overture
- Inscape
- Letter from Home
- Music for the Theatre
- Music for Radio
- Two Mexican Pieces
- Symphonic Ode

### Concerti
- Concerto per pianoforte e orchestra (1926) nella Symphony Hall di Boston diretto da Serge Koussevitzky ed il compositore al pianoforte
- Concerto per clarinetto e orchestra di archi (1948)

### Pezzi per pianoforte
- 4 blues
- Fantasia
- Night thoughts
- Danzón cubano (per due pianoforti)
- Danza de Jalisco (1963, per due pianoforti)
- Piano Sonata (1941 al Teatro Colón di Buenos Aires)
- Piano Variations

### Balletti
- Rodeo[5]
- Billy the Kid
- Appalachian Spring
- Dance Panels

### Musica vocale
- Preamble for a solemn occasion for speaker and orchestra
- In the beginning
- 12 poems of Emily Dickinson
- Lincoln portrait
- Old american songs
- Vitebsk

### Musica da camera
- 2 pezzi per quartetto di archi
- Quartetto di pianoforti
- Vitebsk per trio con pianoforte
- 2 Threnodies per flauto e trio di archi
- Sonata per violino
- Duo di pianoforte e flauto
- 2 pezzi per violino e pianoforte

### Opere liriche
- The tender land
- The Second Hurricane

### Colonne sonore
- Uomini e topi (1939)
- La nostra città (1940)
- Fuoco a oriente (1943)
- L'ereditiera (1949), Oscar 1950 alla miglior composizione originale
- Minuzzolo (1950)
- Un posto al sole (1951)
- Momento selvaggio (1961)